# Baka asz-Szarkijja
Baka asz-Szarkijja – miasto w Palestynie, w muhafazie Tulkarm. Według danych Palestyńskiego Centralnego Biura Statystycznego w 2016 roku liczyło 4810 mieszkańców.